# Mount Paish
Mount Paish är ett berg i Antarktis. Det ligger i Östantarktis. Australien gör anspråk på området. Toppen på Mount Paish är 1 268 meter över havet.
Terrängen runt Mount Paish är huvudsakligen platt, men åt sydost är den kuperad. Trakten är obefolkad. Det finns inga samhällen i närheten.